# 9 mm P.A.K.
9 mm P.A.K. (Pistole Automatik Knall) ist ein Kaliber von Platz- und Reizstoffpatronen für Selbstladepistolen, insbesondere für Schreckschuss- oder Startpistolen.
Das Kaliber der Patrone selbst beträgt hierbei 9 × 22 mm und verfügt über einen Gasdruck von 400 bar.

## Bezeichnung
Im deutschen Nationalen Waffenregister (NWR) wird die Patrone unter Katalognummer 492 unter folgenden Bezeichnungen geführt (gebräuchliche Bezeichnungen in Fettdruck)
- 9 mm PAKnall (Hauptbezeichnung)
- 9 mm P.A. PV
- 9 mm PA Blanc
- 9 mm P.A. Knall Nick. Salve-Blank

Weiterhin ist die Bezeichnung 9 mm PAK gebräuchlich, wird aber nicht im NWR aufgeführt.

## Beschreibung

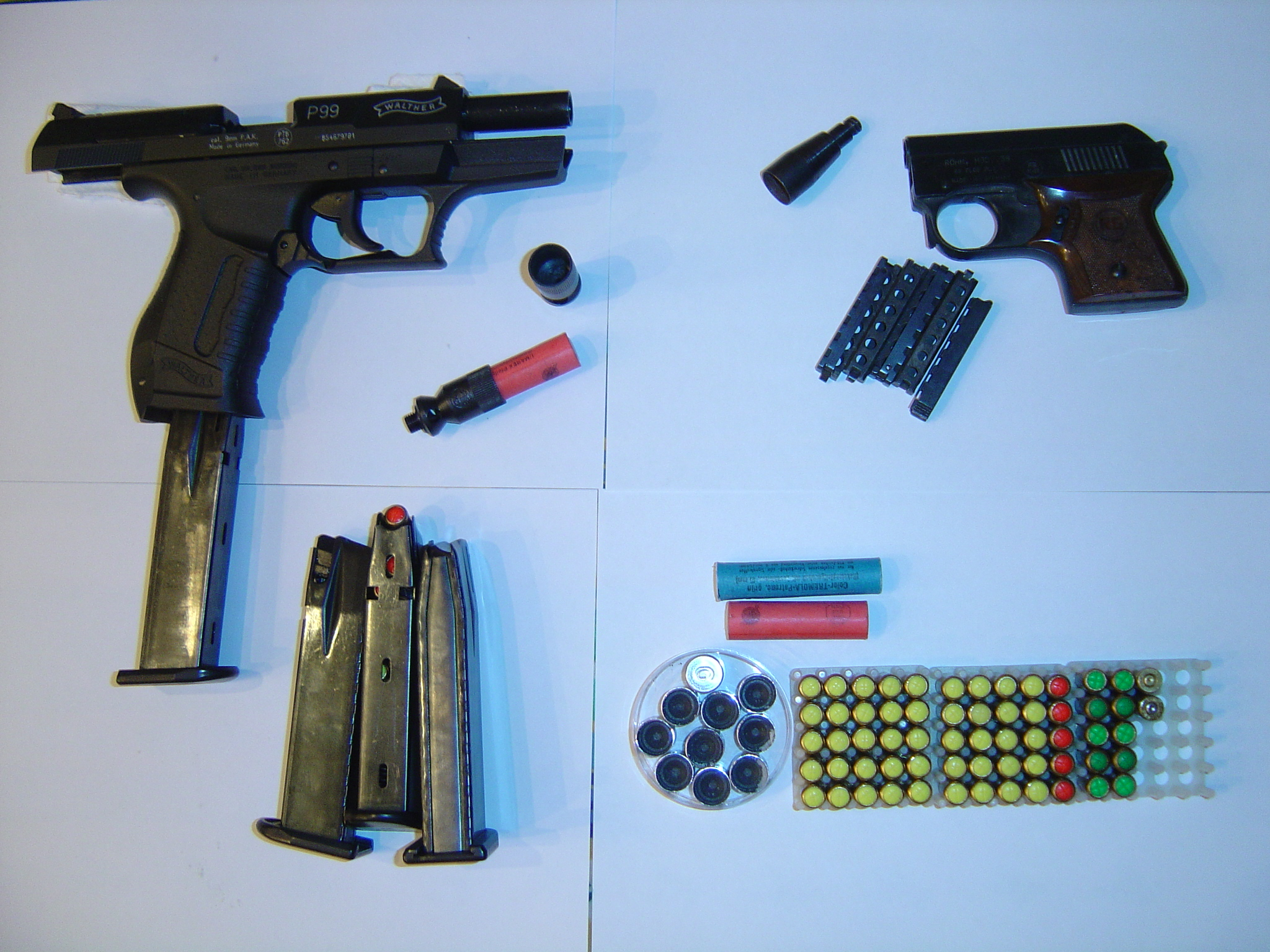
9 mm P.A.K. Patronen und Signalmunition

Kartuschen (ugs. Platzpatronen) in diesem Kaliber sind zylindrisch. Sie werden aus Messing oder Stahl hergestellt. Am unteren Rand befindet sich eine Auszieherrille. In diese greift die Auszieherkralle der Pistole hinein, um die verschossene Kartusche aus dem Patronenlager zu befördern. Die Ladung der Kartuschen besteht in den meisten Fällen aus Cellulosenitrat. Dieses Pulver erzeugt einen lauten „hellen“ Knall. Früher wurde auch Schwarzpulver verwendet, welches ein „dumpfes“ Knallgeräusch erzeugt. Schwarzpulver kann das Abschussgerät beschädigen, da es unsauber verbrennt. Beim Verbrennen bleiben hygroskopische Metallsalze als Verbrennungsprodukt zurück. Platzpatronen haben eine grüne Innenhülse aus Kunststoff, welche beim Verschießen aufplatzt. Sie dienen bei Schreckschusswaffen zur Erzeugung eines Knalls, sowie zur Zündung von Signalmunition und sonstiger Pyrotechnik. Daneben existieren Kartuschen mit Blitzknallsatz. Diese erzeugen ein vergleichsweise großes und helles Mündungsfeuer. Diese sind mit einer hellblauen Kappe gekennzeichnet. Bei sehr alten Kartuschen können unterschiedlichste Farbmarkierungen vorkommen, deren Bedeutung nicht immer eindeutig zugeordnet werden kann.

## Reizstoffmunition
Es werden verschiedene Patronenarten verwendet.

### Gaspatronen
Im gleichen Kaliber existieren auch Patronen, mit denen Reizgase wie CN-Chloracetophenon und CS-2-Chlorbenzylidenmalonsäuredinitril (z. B. in Notwehr) verschossen werden können. Diese Gase bewirken bei Kontakt mit den Augen oder den Schleimhäuten ein starkes Brennen sowie einen kräftigen Tränenfluss. Patronen mit dieser Füllung sind an ihrer gelben Kappe zu erkennen.

### Pfefferpatronen
Eine weitere Patronenvariante ist mit künstlichen Capsaicin (Nonivamid) oder Pfefferextrakten  gefüllt. Während CN- oder CS-Gas bei Personen unter Alkohol- oder Drogeneinfluss nicht immer die volle Wirkung zeigt, besteht bei Pfeffer diese Einschränkung weniger. Diese Patronen weisen eine rote (bzw. früher braune) Kappe auf.